# Providenia
Providenia (Russisch: Провидения) is een Russische plaats (nederzetting met stedelijk karakter) in het district Providenski in het noordoosten van Tsjoekotka in het noordoosten van het Russische Verre Oosten. Het ligt aan de Baai van Komsomolsk, naast de Provideniabocht, ten zuidwesten van de Beringstraat tegenover het eiland Saint Lawrence van Alaska en ligt dicht bij de internationale datumgrens. De naam "providenia" betekent "goddelijke voorzienigheid". Providenia wordt soms wel aangeduid als de "Poort tot het Arctisch gebied".
De bevolking bestaat voornamelijk uit Siberische Joepikken, een tak van de eskimovolkeren. Bij de volkstelling van 2002 woonden er 2723 mensen. De plaats heeft sinds het uiteenvallen van de Sovjet-Unie een sterk dalend bevolkingsaantal, net als de meeste grotere plaatsen van Tsjoekotka. De lokale economie bestaat uit de jacht, rendierhouderijen, visserij, een voedselverwerkingsbedrijf (vooral rendiervlees) en een aantal faciliteiten rond de haven. De plaats heeft een luchthaven bij het dorpje Oereliki, Luchthaven Provideniejabocht, die voornamelijk vluchten onderhoudt met Nome in Alaska.

## Geschiedenis
Het gebied rond Providenia wordt al sinds vroege tijden bewoond vanwege de rijke walvisvangsten die hier werden gedaan. Voor de komst van de Russen was het gebied rond Providenieja het dichtstbevolkte gebied van Tsjoekotka. In 1909 werd het gemaakt tot het bestuurlijk centrum van de okroeg Tsjoekotka, dat in 1912 echter weer werd verplaatst naar Oeëlen.
Providenieja werd gesticht aan het einde van de jaren 1930 om dienst te doen als meest oostelijke haven voor de Noordelijke Zeeroute. De diepe fjordbaai van Komsomolsk is geschikt voor grote schepen en werd opengehouden in de winter door de nucleaire ijsbrekers die ook de plaatsen aan de noordkust van Rusland openhielden. In de jaren 40 en 50 was Providenia de meest oostelijke Sovjet-plaats met een zeehaven, gebouwen met verdiepingen, centrale verwarming, een elektriciteitscentrale en een telefoonlijn (Oeëlen was en is de meest oostelijke plaats). Het was dan ook een militaire post met in de tijd van de Sovjet-Unie meer dan 8000 inwoners. Tijdens de Tweede Wereldoorlog werd het vliegveld gebruikt om het eiland Attu te bombarderen, dat toen was bezet door het Japanse leger. Na de val verdween het grootste deel van de bevolking en werd het een toeristenoord voor toeristen vanuit Alaska.
De plaats is nu een grotendeels leegstaande plaats met een centrum en een aantal daarbuiten liggende nederzettingen langs de fjord. De plaats heeft een vervallen uiterlijk. Er bevindt zich een museum voor de geschiedenis van Tsjoekotka.
Providenia kent een poolklimaat, maar dit wordt gematigd door zeeinvloeden.

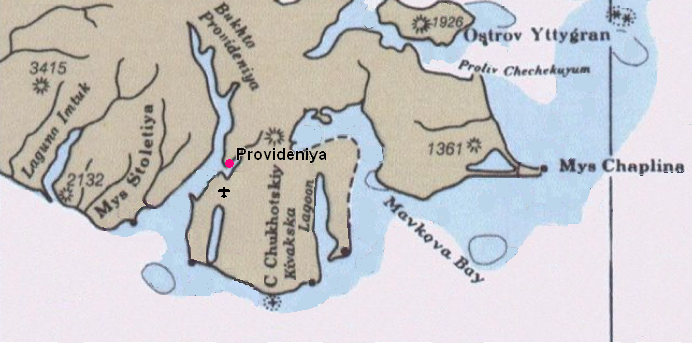
Kaart van Providenia en omgeving